# Dries van Coillie
Dries Edward van Coillie CICM (* 10. April 1912 in Roeselare, Belgien; † 26. Oktober 1998 in Löwen, Belgien) war ein belgischer römisch-katholischer Priester und Missionar, der als Autor eines autobiografischen Buches bekannt wurde.

## Leben
1958 erschien sein Buch De enthousiaste zelfmoord, das in mehrere Sprachen übersetzt wurde. Die deutschsprachige Ausgabe Der begeisterte Selbstmord. Im Gefängnis unter Mao Tse-tung erschien um 1960 im Auer Verlag, ab 1965 erschien beim Verlag Herder (Reihe Herder-Bücherei, Band 197) eine gekürzte Taschenbuch-Ausgabe in mehreren Auflagen.
Aus dem Buch einschließlich des Klappentextes sind folgende biographische Angaben ersichtlich, für die großteils keine Bestätigung durch unabhängige Quellen verfügbar ist: Dries van Coillie trat 1932 als Novize der Kongregation vom Unbefleckten Herzen Mariens (einem in Anderlecht-Scheut beheimateten katholischen Männerorden, der sich die Missionierung Chinas zur Aufgabe gemacht hatte) bei. 1938 erfolgte die Priesterweihe, im darauffolgenden Jahr wurde er nach China entsandt, wo er zunächst als Lehrer tätig war. Aufgrund des Zweiten Japanisch-Chinesischen Krieges war er 2½ Jahre in einem Lager der japanischen Besatzer interniert. Danach war er als Missionar in Peking tätig, das im Chinesischen Bürgerkrieg zunächst im von der Kuomintang beherrschten Gebiet lag, aber im Januar 1949 von der Kommunistischen Partei eingenommen wurde. Er war Leiter des chinesischen Zweiges der Legio Mariae, der von der neuen kommunistischen Regierung verboten wurde. 1951 wurde er inhaftiert und in der Folgezeit, auch von Mitgefangenen, gefoltert. Diese Haftzeit und den Versuch einer Gehirnwäsche schildert er in dem Buch. Seine Freilassung 1954 nach 34 Monaten Haft sieht er im Zusammenhang mit der Indochinakonferenz in Genf; dort habe Außen- und Premierminister Zhou Enlai eine „günstige Atmosphäre“ schaffen wollen. Er kehrte umgehend nach Belgien zurück, wo er im Juli 1954 eintraf. Dort verfasste er das Buch, da ihm Papst Pius XII. aufgetragen habe, „die Wahrheit über den Kommunismus breitesten Kreisen zu vermitteln“.
Ab 1955 war Coillie stellvertretender Generalsekretär im Pavillon des Heiligen Stuhls auf der Weltausstellung in Brüssel. Später half er, Beiträge im belgischen Rundfunk zur Sendung "Flandern schickt seine Söhne" zu verfassen.

## Weitere Veröffentlichungen
- mit Willem A. Grootaers, Proeve eener bibliographie van de Missionarissen van Scheut (Congregatio Immaculati Cordis Mariae), 1939
- De ongelijke strijd, 1956
  - deutsche Übersetzung: Die Legio Mariae in Rot-China, 1964
- Peking - cel 10, 1957
  - deutsche Übersetzung: Peking - Zelle 10: Gefangenschaft in Rot-China, 1963
- De chinese communistische partij en haar leiders, 1962
  - deutsche Übersetzung: Rotchina - die Partei und ihre Führer, 1963
- als Herausgeber, mit Joep Spitz: China tussen hoop en vrees. Liberalisering, een politiek doel of economisch middel?, 1981, ISBN 90-6184-082-1